# Unikopos
Unikopos är en kulle i Mikronesiens federerade stater. Den ligger i kommunen Tonoas och delstaten Chuuk, i den västra delen av landet, 700 km väster om huvudstaden Palikir. Toppen på Unikopos är 76 meter över havet.